# Brizganec
Brizganec, ljudsko tudi špricer  in gemišt, je danes mešanica vina (ponavadi belega) in mineralne vode. Nekdaj so jo delali kmetje za delo na polju in v vinogradu, da so izboljšali okus vode, istočasno pa zmanjšali vsebnost alkohola v pijači.
Ime izhaja verjetno iz obdobja, ko se je veliko uporabljala soda (imenovana tudi sifon; voda z ogljikovim dioksidom pod pritiskom napolnjena v steklenice). Ta je ob pritisku na ročico brizgala iz steklenice.
Na Primorskem in v Dalmaciji se podobni pijači (le, da je narejena iz vina in navadne vode) reče bevanda.